# Morton Stadium
Il Morton Stadium o National Athletics Stadium è uno stadio d'atletica leggera collocato a Dublino, nel sobborgo di Santry (e per questo è chiamato anche Santry Stadium). Qui si tengono i principali tornei nazionali di atletica ed è la sede dei Clonliffe Harriers, uno dei club dello sport. Tuttora è anche usato dalla squadra di calcio dello Sporting Fingal Football Club come suo terreno casalingo. Ha una capienza di 4000 posti totali di cui un quinto a sedere, collocati sulla tribuna principale.

## Storia
Lo stadio fu aperto nel 1958 con una pista di cenere. Il 6 agosto dello stesso anno l'australiano Herb Elliot stabilì il primato mondiale sul miglio ( 3.54). Su questa pista per la prima volta cinque atleti scesero sotto il muro dei quattro minuti nella stessa disciplina precedentemente menzionata. Nel 1978 venne realizzata, per la prima volta in Irlanda, una pista sintetica.
Nel 2003 qui si tennero gli Special Olympics World Games. L'impianto ha una capienza totale di 4000 posti, spalmati tra gli 800 a sedere della tribuna principali (che è anche l'unica coperta) e le tre aperte collocate ai tre lati del campo. Proprio sotto la tribuna coperta ci sono gli spogliatoi e la sede del circo locale di atletica. Il complesso della struttura sportiva comprende anche una pista d'atletica al chiuso per gli allenamenti.
Entrambe le piste, quella interna e quella esterna, furono ristrutturate nel 2010 (quella interna ora è blu).
Tra il 1999 e il 2001 qui si tennero alcune partite degli Shamrock Rovers e del Dublin City F.C..
In attesa di trasferirsi al Fingal Sports Complex, Morton Stadium è anche il terreno di gioco della squadra di calcio dello Sporting Fingal Football Club che milita nella League of Ireland Premier Division.

## Football americano
Il Morton Stadium ha ospitato l'edizione 2011 dello Shamrock Bowl (finale del campionato irlandese). Questa edizione avrebbe dovuto essere giocata al Tallaght Stadium, ma è stata spostata al Morton Stadium per concomitanti impegni di Champions League degli Shamrock Rovers.
| Dublino 31 luglio 2011 Shamrock Bowl XXV | Dublin Rebels | 14 – 13 | UL Vikings | Morton Stadium |